# Inspire (Ayumi Hamasaki)
Inspire è un brano musicale della cantante giapponese Ayumi Hamasaki, pubblicato come suo trentatreesimo singolo il 28 luglio 2004. Il singolo è arrivato alla prima posizione della classifica Oricon dei singoli più venduti della settimana, ed al 2012 Inspire ha venduto oltre 330,.000 copie, diventando il maggior successo della Hamasaki del 2004. Il video musicale di Inspire è stato girato a Los Angeles, California.

## Tracce
CD singolo
CD
1. Inspire (Ayumi Hamasaki, Testuya Yukumi)
2. Game (Ayumi Hamasaki, Bounceback)
3. Inspire (instrumental) – 4:33
4. Game (instrumental) – 4:16

DVD
1. Inspire (PV)
2. Game (PV)

## Classifiche
| Classifica (2004)           | Posizione più alta |
| --------------------------- | ------------------ |
| Oricon Weekly Singles Chart | 1                  |